# Sykópetra
Sykópetra (grec moderne : Συκόπετρα) est un village de Chypre de plus de 120 habitants.